# Mindre sångsvan

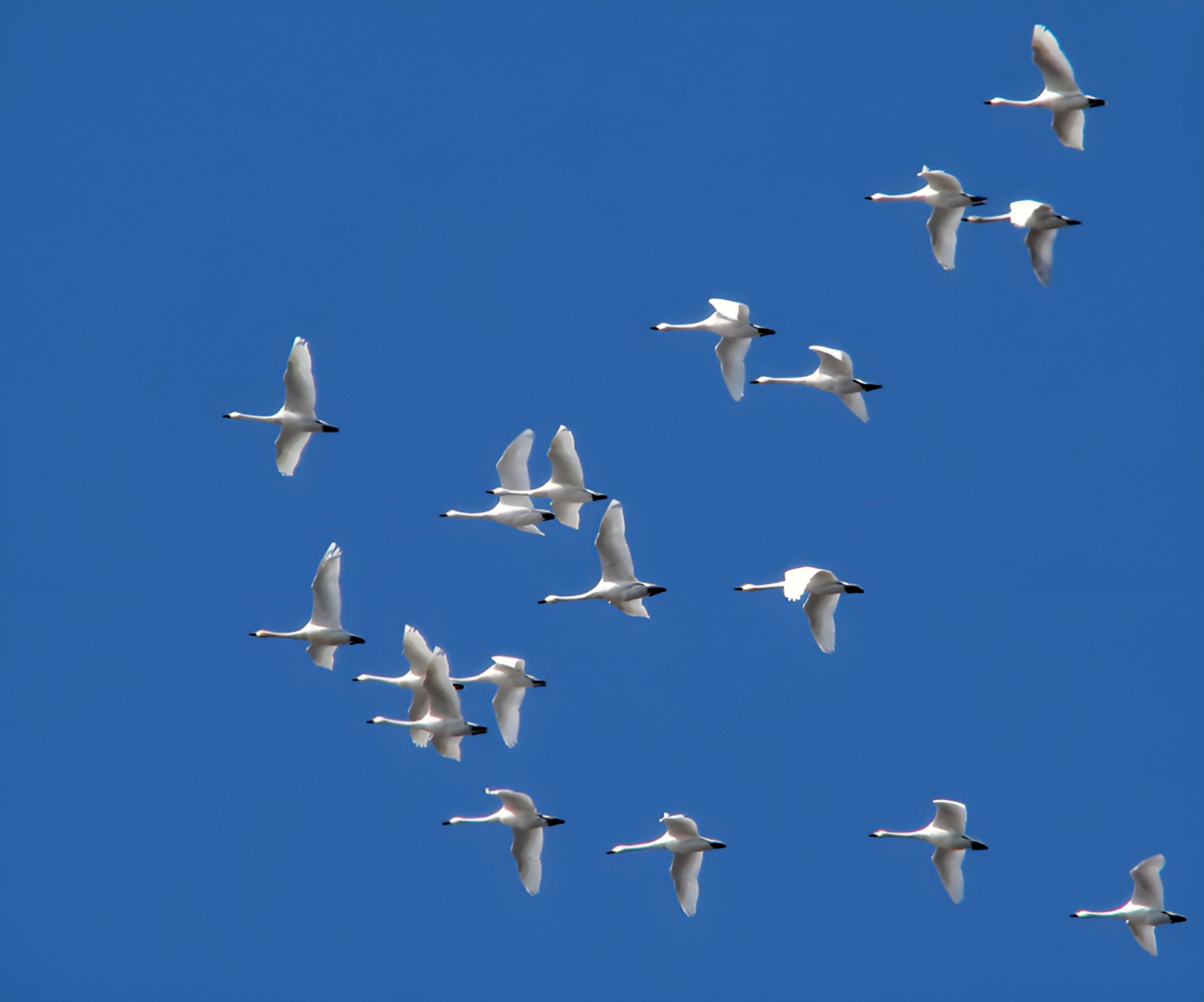
En flock mindre sångsvan.

Mindre sångsvan (Cygnus columbianus) är en fågelart som tillhör svanarna. Till utseendet är den en mindre upplaga av sångsvanen, med framför allt kortare hals och mindre inslag av gult på näbben. Den häckar cirkumpolärt på arktisk tundra i norra Ryssland och norra Nordamerika. Arten kategoriseras som livskraftig.

## Utseende
Mindre sångsvan är den minsta svanen. Den mäter 115–150 centimeter på längden. Den nordamerikanska underarten är något större, med en genomsnittlig längd på 132 centimeter, ett vingspann på 168 centimeter och en vikt på 6,6 kilogram. Mindre sångsvanen (bewickii) uppvisar en liten klinal storleksskillnad, då den blir större längre österut i sitt häckningsområde. Bra uppmätta specimen finns dock bara från den västliga populationerna. Svensson et al. 2009 uppger att den mäter 115–127 centimeter och har ett vingspann på 170–195 centimeter.
Till utseendet liknar den sångsvanen. I adult dräkt har den en helvit fjäderdräkt, svarta ben och gul näbbrot. Den är dock mindre, har kortare hals och har en rundare kroppsform. Näbben är färgad svart mot spetsen. Till skillnad från sångsvanen överväger den svarta delen alltid över den gula och hos den nordamerikanska underarten columbianus är näbben nästan helt svart.

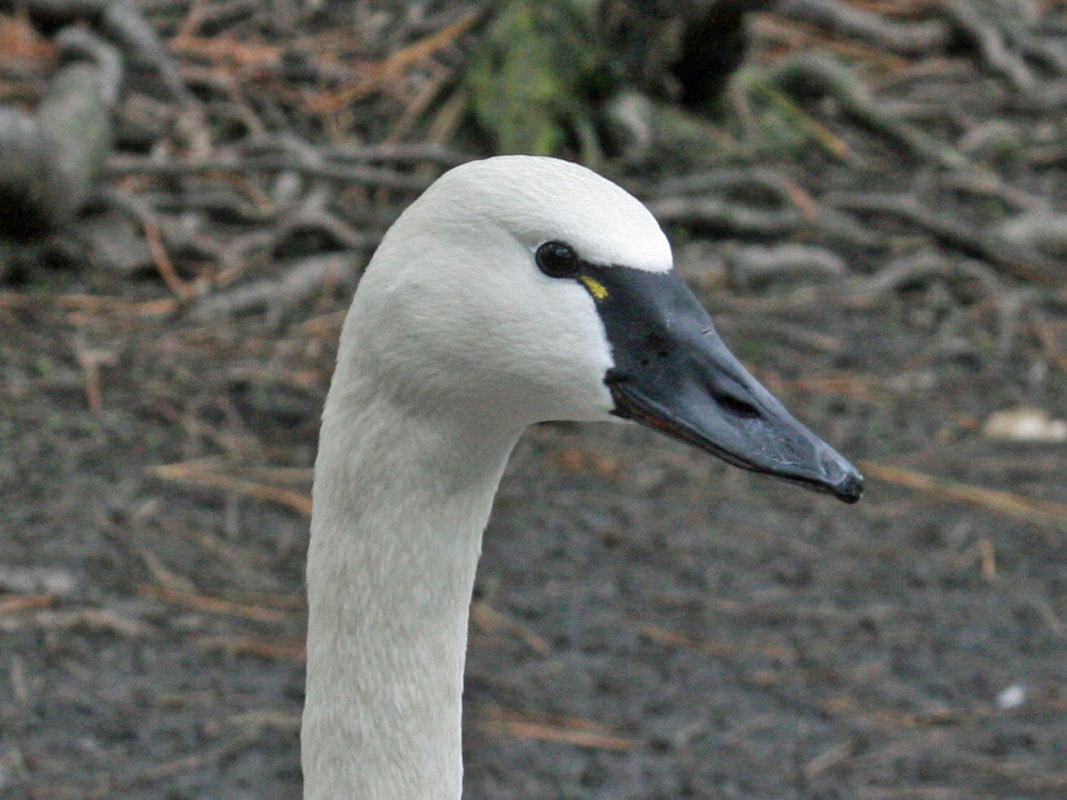
Den amerikanska underarten har en nästan helsvart näbb.
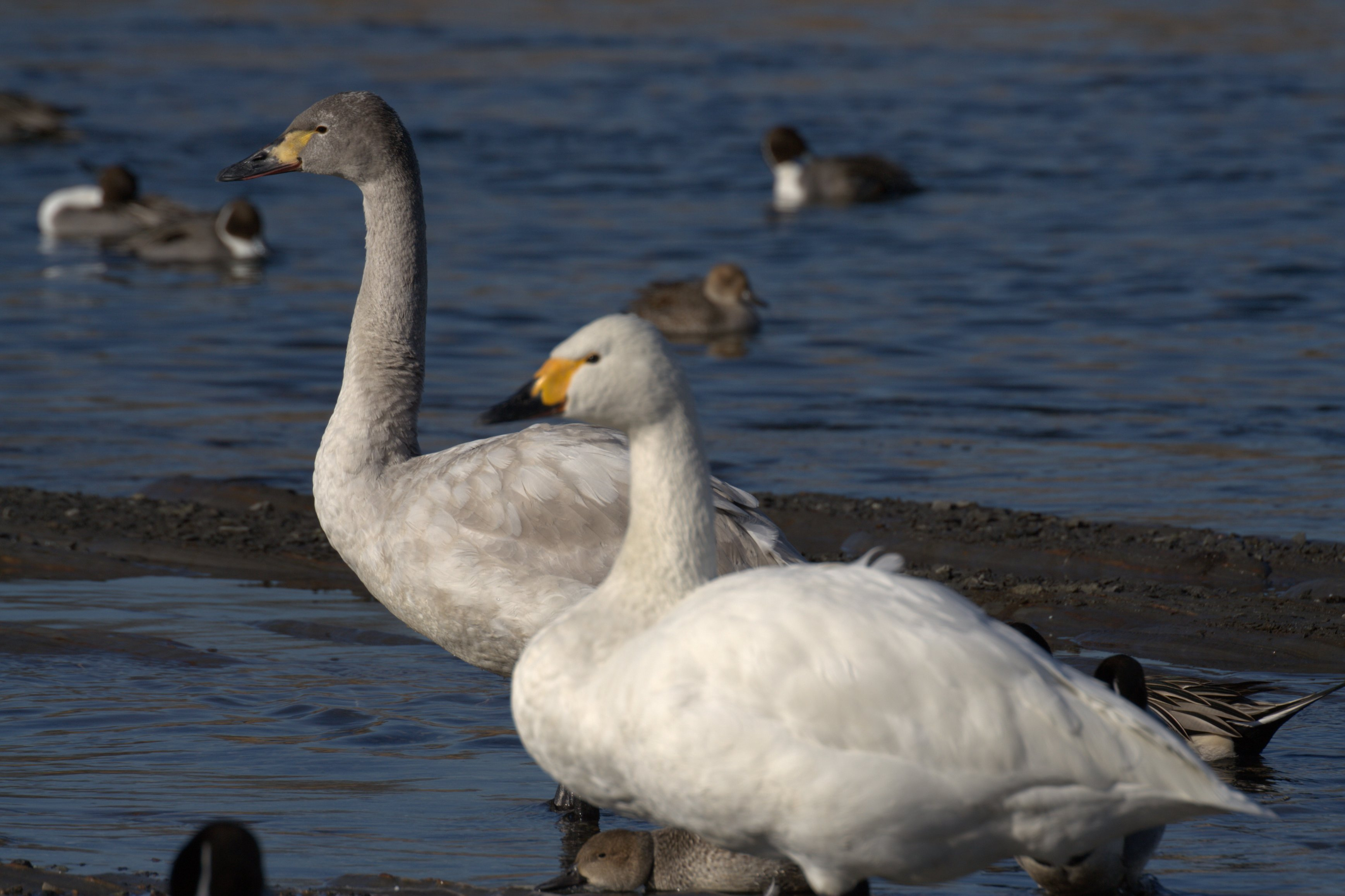
Mindre sångsvan i första vinterdräkt tillsammans med adult i förgrunden.

## Läte
Mindre sångsvan är liksom sin större släkting en talför fågel med liknande läten. De är dock ljusare, mjukare och något böjda, liknade vid hundskall eller bilhornssignaler. De upprepas heller inte i serier utan hörs enstaka eller ett par i följd.

## Utbredning och systematik
Mindre sångsvan häckar cirkumpolärt på arktisk tundra. Den förekommer i två distinkta underarter. Nominatformen har en nearktisk utbredning och bewickii en palearktisk. 
- Tundrasvan[6] (C. c. columbianus) – häckar kring kusterna i norra och västra Alaska och norra Kanada. Den övervintrar vid USA:s hela västkust, i Texas och på östkusten mellan Cape Cod och Cape Fear.
- Vanlig mindre sångsvan[7] (C. c. bewickii) – häckar på Eurasiens tundra, från Kolahalvön till omkring floden Kolymas mynning i östra Sibirien. Hela häckningsområdet ligger därmed i norra Ryssland. På hösten flyttar dessa fåglar över Vita havet och Östersjön söderut och övervintrar vid Nordsjöns kuster, i England och Irland. En annan del av populationen övervintrar vid Kaspiska havet, Aralsjön och i östra Asien.

Vissa auktoriteter behandlar de båda underarterna som två skilda arter.

### Förekomst i Sverige
Mindre sångsvanen passerar Sverige i mindre antal i början av april och i slutet av oktober, främst i sydöstra delen av landet.

## Ekologi
Mindre sångsvan häckar i sumpmarker på arktiska tundra. I övervintringsområdet håller den sig ofta nära kusten. Mindre sångsvan livnär sig av vattenväxter och gräs. När ungarna matas spelar i början också insekter en viktig roll. Utanför häckningstiden är mindre sångsvanen mycket sällskaplig, men under häckningen avgränsar de sina revir. 

### Häckning
Fåglarna bildar i tre- till fyraårsåldern par som håller ihop för resten av livet. De brukar börja häcka i fem- till sexårsåldern. Honan lägger fyra till sex ägg och ruvar dem ungefär en månad. Ungfåglarna blir flygfärdiga efter sju till tio veckor.

## Status och hot
Arten har ett stort utbredningsområde och en stor population. Utifrån dessa kriterier kategoriserar IUCN arten som livskraftig (LC). Världspopulationen uppskattas till 317 000–336 000 individer. Den övergripande populationsutvecklingen är oklar, med vissa populationer minskande, andra ökande eller stabila.
Mindre sångsvanen hotas av degradering och förlust av våtmarksmiljöer till följd av utdikning, oljeutsläpp, torvutvinning, igenväxning, avverkning och eldning av vass samt övergödning. Populationen i nordvästra Europa tros vara särskilt känslig för förändrad användnings av dess levnadsmiljöer liksom klimatförändringar på grund av dels dess smala utbredningsområde, dels rätt begränsat antal rastlokaler under vår- och höstflytten. I östra Ryssland har minskningar kopplats till minskad mängd flytande växtlighet, möjligen i sin tur orsakat av övergödning och dammbyggen. Häckningsmiljön i Arktis hotas också av olje- och gasutvinning.
Mindre sångsvanar förolyckas av oljeutsläpp, i kollision med kraftledningar och av blyförgiftning. I nordvästra Europa utsätts den för tjuvjakt och i Nordamerika för legalt fritidsjakt. Arten är också mottaglig för fågelinfluensan och kan därför påverkas av framtida utbrott.

## Namn
Mindre sångsvanens vetenskapliga artnamn columbianus syftar på Columbia River i amerikanska delstaten Oregon.